# Col de Santo Stefano (Capo Corso)
Il Col de Santo Stefano (in corso Bocca di Santu Stefanu) è un passo che collega Olmeta di Tuda con Murato sul Bevinco.
Si trova nella Corsica settentrionale, è attraversato dalla D 82.